# 夕方なしか
『夕方なしか』（ゆうがたなしか）は、OBSラジオにてで毎週土曜日の16:40 - 17:00に放送されている聴取者投稿番組。

## 概要
この番組は主に聴取者からの投稿とそれに続くトークで成り立っており、投稿やトークにはすべて大分弁が用いられる。日頃の生活の中で、家族（特に夫婦間）や自分、世の中に対して「なしか」と思うことを投稿する番組で、その中から優秀作を選び放送する。
かつては、所定の電話番号の留守番電話に聴取者がみずからの肉声で「なしか」を語る「留守電なしか」というコーナーがあったが、現在は「なしか」投稿と、それに続くトークのみで構成される。
毎年2回、4月第2週に八鹿酒造本社で行われる「なしか祭り」と10月の「OBS感謝祭（ラジオまつり）」において、リスナー参加型の公開生放送を行っている。10月には生なしかの受付も行いながら放送。
以前の番組名は『松井督治の夕方なしか！』であったが、松井督治が他の部署に異動したため、パーソナリティーも吉田寛1人になり、タイトルが現在のものに変わった。
2014年8月16日の放送で通算1000回を迎えた。これを記念し、同年8月27日21:00よりテレビ・ラジオにて同時生放送を行うことが決定している。この日は特別に前パーソナリティの松井督治も参加した。
2021年に吉田が逝去したことで松井が復帰することになり、同局アナウンサーの甲斐をアシスタントに迎え入れた。
松井の国東市長選への立候補に伴い、2022年12月24日の放送をもって27年にわたる番組に一旦幕を降ろした。なお、番組終了の理由から最終回の放送はradikoタイムフリー及びpodcastでの聴取不可の措置が取られ、放送終了後間もなく過去放送分のpodcastもすべて削除された。
また、同番組の時間帯における後継番組としてテレフォン人生相談が放送されることになった。（2023年4月1日で終了）
2023年7月より野良レンジャーの竹尾悠兵を迎えて第2期の放送。タイトルは『野良レンジャー竹尾の夕方なしか』。

## 出演者
- 竹尾悠兵（野良レンジャー）
- 甲斐蓉子（OBSアナウンサー）

過去
- 松井督治（元OBSアナウンサー、同局報道部長を歴任、現：国東市長）
- 吉田寛（コピーライター、コラムニスト。2021年4月死去）

## 関連商品
- 夕方なしかの本制作委員会『夕方なしかの本』（イラスト：中沢潤一郎）大分放送、既刊10巻